# إير حيفا
إير حيفا أو طيران حيفا (بالعبرية: אייר חיפה) هي شركة طيران إسرائيلية تأسست في 20 آذار (مارس) 2023. تتّخذ من مطار حيفا مقرًا لها. تُسيّر رحلات جوية داخلية إلى إيلات، ودولية إلى قبرص واليونان.

## التأسيس
تأسست شركة إير حيفا على يد مجموعة من رجال الأعمال الإسرائيليين، هم "نير تسوك" مؤسس شركة شبكات بالو ألتو للأمن السيبراني، و"شاي باباد" الرئيس التنفيذي لشركة شتراوس للأغذية والمدير العام السابق لوزارة المالية، و"رافي دانييلي" الرئيس التنفيذي السابق لشركة تسيم للشحن البحري، و"غونين أوسيشكين" الرئيس التنفيذي السابق لشركة إل عال، و"ميكي ستراسبورغر" نائب الرئيس السابق لعلاقات الطيران في إل عال، و"ليئور يافور" نائب الرئيس السابق للعمليات التشغيلية في إل عال. يُعد الملياردير نير تسوك المساهم الأكبر في الشركة بحصة تبلغ حوالي 57% من رأسمالها.
سُجّلت شركة إير حيفا المحدودة رسميًا في 20 آذار (مارس) 2023، وقد عُيّن جميع مدرائها بحلول حزيران (يونيو) من نفس العام. تُعتبر إير حيفا شركة الطيران الرابعة في إسرائيل بعد إل عال، ويسرائير، وأركياع، وهي الأولى التي تتأسس منذ عام 1989. إير حيفا هي أول شركة طيران تجارية مقرها مطار حيفا.
في آب (أغسطس) 2024 أنهت سلطة المطارات مشروع تجديد مدرج الطيران في مطار حيفا تمهيدًا لبدء شركة إير حيفا عملها في المطار. في 25 أيلول (سبتمبر) 2024 حصلت إير حيفا على رخصة التشغيل الجوي من وزارة المواصلات. بسبب إغلاق المجال الجوي في حيفا عقب الهجمات الإسرائيلية على لبنان، لم تُقلع الرحلة الأولى للشركة من مطار حيفا، بل أقلعت من مطار بن غوريون متجهةً إلى مطار رامون وذلك في 30 أيلول (سبتمبر) 2024.
اعتبارًا من 22 كانون الأول (ديسمبر) 2024، افتتحت شركة إيجد للنقل العام خط حافلات جديد يحمل الرقم 100، يربط بين محطة همفراتس المركزية ومطار حيفا.

## الشعار
تبنّت شركة إير حيفا شعارًا بشكل مخروط الصنوبر، حيث يرمز إلى الغابات والطبيعة في منطقة الشمال وخاصةً أحراش الكرمل التي تحيط بحيفا. ووفقًا للشركة، يرتبط هذا الشعار أيضًا بتطلعاتها نحو بناء مستقبل أخضر ومستدام للطيران في إسرائيل.

## الوجهات
في أيلول (سبتمبر) 2023 منحت وزيرة المواصلات ميري ريغيف الشركة حق تسيير الرحلات الجوية إلى إيلات وقبرص واليونان وتركيا. لكن أعربت الشركة أن تركيا ليست ضمن خططها أو على الأقل ليس في العامين المقبلين.
في الفترة من 30 أيلول (سبتمبر) وحتى 11 تشرين الأول (أكتوبر) 2024 سيّرت الشركة رحلتين يوميًا بين مطاري بن غوريون ورامون بسعر تمهيدي قدره 99 شيكلًا لكل اتجاه، غير شامل الأمتعة. ابتداءً من 14 تشرين الأول (أكتوبر) 2024 بدأت الشركة بتسيير رحلات جوية بين مطاري بن غوروين ولارنكا في قبرص.
اعتبارًا من 22 كانون الأول (ديسمبر) 2024 بدأت إير حيفا بتشغيل رحلاتها من مطار حيفا. في 2 كانون الثاني (يناير) 2025 بدأت الشركة بتسيير 5 رحلات أسبوعيًا إلى أثينا عاصمة اليونان.

## الأسطول
يتكون أسطول إير حيفا حاليًا من ثلاث طائرات من سلسلة 600 الجديدة من نوع إيه تي آر 72 من صنع شركة إيه تي آر الفرنسية-الإيطالية، التي تصل سعتها إلى 72 راكبًا. من المقرر أن تستقبل الشركة طائرة إضافية خلال الأشهر المقبلة. في 26 تموز (يوليو) 2024 احتفلت شركة إير حيفا في مطار تولوز بلانياك الفرنسي بمناسبة استلامها أولى طائراتها. وبعد يومين حطت الطائرة في مطار حيفا، وقد اُستقبلت بتحية المياه، وكانت تحمل رقم التسجيل 4X-IHA.
يُذكر أنه عملت في إسرائيل الطرازات الأقدم من هذه الطائرة، لكن هذه المرة الأولى التي يعمل فيها الطراز الأحدث على يد شركة إسرائيلية. ويعود سبب اختيار هذا النوع من الطائرات كونها صغيرة الحجم، نظرًا لقِصَر مُدرّج مطار حيفا والّذي لا يتجاوز طوله 1,326 مترًا، مما يسمح فقط بإقلاع وهبوط الطائرات صغيرة الحجم.
| نوع الطائرة | الصورة | رقم التسجيل | ملاحظات                                                              | تسجيل مرئي                        |
| ----------- | ------ | ----------- | -------------------------------------------------------------------- | --------------------------------- |
| ATR 72-600  |        | 4X-IHA      | الطائرة الأولى من أسطول الشركة، وصلت إلى مطار حيفا في 28 يوليو 2024. | استقبال الطائرة الأولى على يوتيوب |
| ATR 72-600  |        | 4X-IHB      | الطائرة الثانية من أسطول الشركة، بدأت الخدمة في 9 أكتوبر 2024.       |                                   |
| ATR 72-600  |        | 4X-IHC      | الطائرة الثالثة من أسطول الشركة، اُستلمت في 19 ديسمبر 2024.           |                                   |